# Tornos mistus
Tornos mistus là một loài bướm đêm trong họ Geometridae.